# Лабінське сільське поселення
Ла́бінське сільське поселення (рос. Лабинское сельское поселение) — муніципальне утворення у складі Юргінського району Тюменської області, Росія.
Адміністративний центр — село Лабіно.

## Населення
Населення — 340 осіб (2020; 363 у 2018, 453 у 2010, 617 у 2002).

## Склад
До складу поселення входять такі населені пункти:
| Населений пункт        | Населення, осіб (2002) | Населення, осіб (2010) |
| ---------------------- | ---------------------- | ---------------------- |
| Лабіно, село           | 392                    | 333                    |
| Мала Трошина, присілок | 140                    | 69                     |
| Чуманова, присілок     | 85                     | 51                     |